# Phaenocarpa varipedis
Phaenocarpa varipedis är en stekelart som beskrevs av Fischer 1974. Phaenocarpa varipedis ingår i släktet Phaenocarpa och familjen bracksteklar. Inga underarter finns listade i Catalogue of Life.